# Eliminatórias da Copa do Mundo FIFA de 2026 – CAF (Grupo A)
Esta página apresenta os resultados das partidas do Grupo A das eliminatórias africanas (CAF) para a Copa do Mundo FIFA de 2026.
O vencedor do grupo se classificará diretamente para a Copa do Mundo, e o segundo colocado poderá disputar o play-off para avançar a repescagem.

## Classificação
| Pos | Equipe         | Pts | J | V | E | D | GP | GC | SG  | Classificado               |     |     |     |     |     |     |     |
| --- | -------------- | --- | - | - | - | - | -- | -- | --- | -------------------------- | --- | --- | --- | --- | --- | --- | --- |
| 1   | Egito          | 16  | 6 | 5 | 1 | 0 | 14 | 2  | +12 | Copa do Mundo FIFA de 2026 |     | —   | 2–1 | 1–0 | set | out | 6–1 |
| 2   | Burquina Fasso | 11  | 6 | 3 | 2 | 1 | 13 | 7  | +6  | Possível play-off          |     | set | —   | 2–2 | out | 1–1 | 4–1 |
| 3   | Serra Leoa     | 8   | 6 | 2 | 2 | 2 | 7  | 7  | 0   |                            |     | 0–2 | out | —   | set | 3–1 | 2–1 |
| 4   | Etiópia        | 6   | 6 | 1 | 3 | 2 | 7  | 7  | 0   |                            | 0–2 | 0–3 | 0–0 | —   | out | 6–1 |     |
| 5   | Guiné-Bissau   | 6   | 6 | 1 | 3 | 2 | 5  | 7  | −2  |                            | 1–1 | 1–2 | set | 0–0 | —   | set |     |
| 6   | Djibouti (Z)   | 1   | 6 | 0 | 1 | 5 | 4  | 20 | −16 |                            | out | set | out | 1–1 | 0–1 | —   |     |

## Partidas
| 15 de novembro de 2023 | Etiópia | 0 – 0     | Serra Leoa | Estádio Ben M'Hamed El Abdi, El Jadida (Marrocos) |
| 20:00 (UTC+1)          |         | Relatório |            | Público: 50 Árbitro: MOZ Celso Alvação            |

| 16 de novembro de 2023 | Egito                                                        | 6 – 0     | Djibouti | Estádio Internacional do Cairo, Cairo     |
| 18:00 (UTC+2)          | Salah 17', 22' (pen), 48', 69' · Mohamed 73' · Trézéguet 89' | Relatório |          | Público: 6 000 Árbitro: RSA Jelly Chavani |

| 17 de novembro de 2023 | Burquina Fasso | 1 – 1     | Guiné-Bissau | Estádio de Marraquexe, Marraquexe (Marrocos)    |
| 20:00 (UTC+1)          | Traoré 61'     | Relatório | Baldé 20'    | Público: 120 Árbitro: CHA Alhadj Allaou Mahamat |

| 19 de novembro de 2023 | Serra Leoa | 0 – 2     | Egito              | Complexo Esportivo Samuel Kanyon Doe, Paynesville (Libéria) |
| 16:00 (UTC+0)          |            | Relatório | Trézéguet 18', 62' | Público: 8 916 Árbitro: COD Jean-Jacques Ndala Ngambo       |

| 20 de novembro de 2023 | Djibouti | 0 – 1     | Guiné-Bissau  | Estádio Al Salam, Cairo (Egito)            |
| 15:00 (UTC+2)          |          | Relatório | Rodrigues 39' | Público: 35 Árbitro: COM Athoumani Mohamed |

| 21 de novembro de 2023 | Etiópia | 0 – 3     | Burquina Fasso                              | Estádio Ben M'Hamed El Abdi, El Jadida (Marrocos) |
| 20:00 (UTC+1)          |         | Relatório | Touré 39' · Traoré 78' (pen) · Ouattara 90' | Público: 385 Árbitro: GAM Lamin Jammeh            |

| 5 de junho de 2024 | Serra Leoa              | 2 – 1     | Djibouti         | Estádio Ben M'Hamed El Abdi, El Jadida (Marrocos) |
| 17:00 (UTC+1)      | Davies 12' · Kargbo 51' | Relatório | Dadzie 35' (pen) | Público: 250 Árbitro: MWI Godfrey Nkhakananga     |

| 6 de junho de 2024 | Guiné-Bissau | 0 – 0     | Etiópia | Estádio Nacional 24 de Setembro, Bissau |
| 16:00 (UTC+0)      |              | Relatório |         | Árbitro: BEN Louis Houngnandande        |

| 6 de junho de 2024 | Egito            | 2 – 1     | Burquina Fasso | Estádio Internacional do Cairo, Cairo     |
| 22:00 (UTC+3)      | Trézéguet 3', 7' | Relatório | L. Traoré 56'  | Público: 65 000 Árbitro: KEN Peter Waweru |

| 9 de junho de 2024 | Djibouti   | 1 – 1     | Etiópia     | Estádio Ben M'Hamed El Abdi, El Jadida (Marrocos) |
| 17:00 (UTC+1)      | Dadzie 29' | Relatório | Wondimu 31' | Público: 100 Árbitro: UGA Chelanget Sabila        |

| 10 de junho de 2024 | Guiné-Bissau | 1 – 1     | Egito     | Estádio Nacional 24 de Setembro, Bissau |
| 16:00 (UTC+0)       | Baldé 42'    | Relatório | Salah 70' | Árbitro: SDN Mahmood Ali Mahmood Ismail |

| 10 de junho de 2024 | Burquina Fasso                       | 2 – 2     | Serra Leoa                | Estádio do 26 de Março, Bamaco (Mali) |
| 19:00 (UTC+0)       | Ouattara 41' · L. Traoré 45+2' (pen) | Relatório | Kargbo 58' · Bakayoko 87' | Árbitro: ALG Lahlou Benbraham         |

| 20 de março de 2025 | Serra Leoa                                  | 3 – 1     | Guiné-Bissau | Complexo Esportivo Samuel Kanyon Doe, Paynesville (Libéria) |
| 16:00 (UTC+0)       | Bundu 19' · Mu. Kamara 61' · I. Turay 90+6' | Relatório | Monteiro 68' | Árbitro: GHA Daniel Laryea                                  |

| 21 de março de 2025 | Burquina Fasso                                                  | 4 – 1     | Djibouti           | Estádio Ben M'Hamed El Abdi, El Jadida (Marrocos) |
| 17:00 (UTC+1)       | Tiendrébéogo 12' · B. Traoré 33' · Zougrana 47' · L. Traoré 67' | Relatório | Akinbinu 88' (pen) | Árbitro: MTN Abdel Bouh                           |

| 21 de março de 2025 | Etiópia | 0 – 2     | Egito                | Estádio Larbi Zaouli, Casablanca (Marrocos) |
| 22:00 (UTC+1)       |         | Relatório | Salah 31' · Zizo 40' | Público: 300 Árbitro: MRI Patrice Milazare  |

| 24 de março de 2025 | Guiné-Bissau | 1 – 2     | Burquina Fasso    | Estádio Nacional 24 de Setembro, Bissau |
| 16:00 (UTC+0)       | Banjaqui 36' | Relatório | L. Traoré 6', 73' | Árbitro: RWA Samuel Uwikunda            |

| 24 de março de 2025 | Etiópia                                                | 6 – 1     | Djibouti     | Estádio Ben M'Hamed El Abdi, El Jadida (Marrocos) |
| 22:00 (UTC+1)       | Desta 19', 52', 70' (pen) · Nassir 34', 37', 58' (pen) | Relatório | Akinbinu 51' | Árbitro: RSA Luxolo Badi                          |

| 25 de março de 2025 | Egito      | 1 – 0     | Serra Leoa | Estádio Internacional do Cairo, Cairo |
| 21:00 (UTC+2)       | Zizo 45+2' | Relatório |            | Árbitro: MRI Ahmad Heeralall          |

| 4 de setembro de 2025 | Guiné-Bissau | –                          | Serra Leoa | Estádio Nacional 24 de Setembro, Bissau |
| 16:00 (UTC+0)         |              | Report (FIFA) Report (CAF) |            |                                         |

| 5 de setembro de 2025 | Djibouti | –                          | Burquina Fasso | Estádio Nacional 24 de Setembro, Bissau |
| 16:00 (UTC+0)         |          | Report (FIFA) Report (CAF) |                |                                         |

| 5 de setembro de 2025 | Egito | –                          | Etiópia | Estádio Internacional do Cairo, Cairo |
| 21:00 (UTC+2)         |       | Report (FIFA) Report (CAF) |         |                                       |

| 8 de setembro de 2025 | Guiné-Bissau | –                          | Djibouti | Estádio Nacional 24 de Setembro, Bissau |
| 16:00 (UTC+0)         |              | Report (FIFA) Report (CAF) |          |                                         |

| 9 de setembro de 2025 | Serra Leoa | –                          | Etiópia | Estádio Esportivo Samuel Kanyon Doe, Monróvia |
| 13:00 (UTC+0)         |            | Report (FIFA) Report (CAF) |         |                                               |

| 9 de setembro de 2025 | Burquina Fasso | –                          | Egito | Estádio do 4 de Agosto, Uagadugu |
| 16:00 (UTC+0)         |                | Report (FIFA) Report (CAF) |       |                                  |

| outubro de 2025 | Djibouti | –            | Egito |  |
| --:--           |          | Report (CAF) |       |  |

| outubro de 2025 | Serra Leoa | –            | Burquina Fasso |  |
| --:--           |            | Report (CAF) |                |  |

| outubro de 2025 | Etiópia | –            | Guiné-Bissau |  |
| --:--           |         | Report (CAF) |              |  |

| outubro de 2025 | Burquina Fasso | –            | Etiópia |  |
| --:--           |                | Report (CAF) |         |  |

| outubro de 2025 | Djibouti | –            | Serra Leoa |  |
| --:--           |          | Report (CAF) |            |  |

| outubro de 2025 | Egito | –            | Guiné-Bissau |  |
| --:--           |       | Report (CAF) |              |  |